# Héctor Baley
Héctor Rodolfo Baley (San Nicolás de los Arroyos, 16 novembre 1950) è un ex calciatore argentino nel ruolo di portiere, attivo tra anni settanta e ottanta.

## Carriera

### Club
Baley cominciò la sua carriera nell'Estudiantes de La Plata, nel periodo in cui era allenatore Osvaldo Zubeldía. Giocò a La Plata per tre anni, vincendo una Coppa Intercontinentale; in seguito vestì le maglie di Colón de Santa Fe, Huracán, Independiente e Talleres de Córdoba. Nel 1978, con l'Independiente, vinse il Tornéo Nacional del campionato argentino. Nella stagione 1982-83, al Talleres, subì invece un grave infortunio. Chiuse la carriera nel 1987.

### Nazionale
Fu portiere di riserva della Nazionale argentina in occasione del campionato del mondo 1978, vinto proprio dalla Selección, e del campionato del mondo 1982, giocato in Spagna e vinto dall'Italia. All'epoca il titolare dei guantoni della nazionale biancoceleste era Ubaldo Fillol: Baley non trovò mai molto spazio (giocò solo 13 gare internazionali), rendendosi comunque autore di una splendida prestazione nell'incontro amichevole con la Germania Ovest del 1982, chiusosi 1-1.

## Palmarès

### Club

#### Competizioni nazionali
- Campionato argentino: 2

Estudiantes: Metropolitano 1967
Independiente: Nacional 1978

#### Competizioni internazionali
- Coppa Libertadores: 3

Estudiantes: 1968, 1969, 1970
- Coppa Interamericana: 1

Estudiantes: 1968
- Coppa Intercontinentale: 1

Estudiantes: 1968

### Nazionale
- Campionato mondiale: 1

1978